# Eyes Love You
Az Eyes Love You hide japán gitáros és énekes első szóló kislemeze, mely 1993. augusztus 5-én jelent meg. Ugyanezen a napon adták ki a 50% & 50% című kislemezt is, melynek borítója ugyanazt ábrázolja, mint az Eyes Love You, csak zöld helyett vörös háttérrel. A két borítót egymás mellé téve térhatású kép keletkezik.
A kislemez 3. helyezett volt az Oricon slágerlistáján, és 200 000 eladott példánnyal aranylemez minősítést szerzett.

## Számlista
| #  | Cím                                         | Dalszöveg       | Zene | Hossz |
| -- | ------------------------------------------- | --------------- | ---- | ----- |
| 1. | Eyes Love You                               | Mori Jukinodzsó | hide | 5:58  |
| 2. | Oblaat                                      | hide            | hide | 4:49  |
| 3. | Eyes Love You (Junk Version) (rejtett szám) |                 |      | 1:26  |